# Иксел
Иксел (фр. Ixelles, хол. Elsene) је општина у Белгији у региону Брисел. Према процени из 2020. у општини је живело 87.632 становника.

## Становништво
Према процени, у општини је 1. јануара 2015. живело 84.754 становника.
| 1984.  | 2000.  | 2010. | 2015. |
| ------ | ------ | ----- | ----- |
| 74.610 | 73.174 | 80183 | 84754 |